# Jacob Glatstein
Jacob Glatstein, jidd. יעקב גלאטשטיין transkribiert auch: Yankev Glatshteyn (geboren 20. August 1896 in Lublin, Russisches Kaiserreich; gestorben 19. November 1971 in New York City) war ein US-amerikanischer Autor in der jiddischen Sprache.

## Leben
Yankev Glatshteyn erhielt im russisch beherrschten Polen eine traditionelle jüdische Erziehung. Unter dem antisemitischen Druck in Polen wanderte er mit 18 Jahren, noch vor Ausbruch des Ersten Weltkriegs, in die USA aus. Ab 1918 studierte er Rechtswissenschaft an der New York University School of Law. 1919 veröffentlichte er erste einzelne Gedichte in jiddischer Sprache. Er gründete zusammen mit Aaron Glantz-Leieles (1889–1966) und Nathan Baruch Minkoff (1893–1958) den literarischen Avantgarde-Zirkel und die Zeitschrift In zikh, dessen Manifest 1920 veröffentlicht wurde. Der Insichismus grenzte sich von der jüdischen, politischen Literatur ab, zielte auf eine Wiederbelebung der jiddischen Dichtung und befasste sich bei seiner „Introspektion“ auch mit der Psychoanalyse. Er propagierte die Erzähltechnik des Stream of Consciousness und beeinflusste die jiddische Literatur in Amerika bis in die 1930er Jahre hinein maßgeblich. Die Zeitschrift erschien unregelmäßig bis 1939.
Glatsteins 1921 titellos gedruckter Lyrikband war der erste in jiddischer Sprache, der in freien Versen klangliche Gebilde schuf. 1934 unternahm er eine Reise nach Polen, um seine Mutter zu besuchen, und schrieb den Reisebericht Ven Yash iz geforn über die Konfrontation der Auswanderer mit der heimatlichen Welt. Dasselbe Thema nahm er in der Novelle 1940 auf, deren Geschehen er auch auf einen „Zauberberg“ in den Karpaten leitet. Auf den Holocaust reagierte Glatstein mit seinen Ausdrucksmitteln einer elegischen Lyrik: A gute nakht, velt.
Glatstein war Redakteur der jiddischen Tageszeitung Der Morgen Zshurnal und schrieb für die Wochenzeitung Idisher kemfer, seine feuilletonistischen Beiträge erschienen in mehreren Sammelbänden.

## Werke (Auswahl)
- [ohne Titel]. Lyrik. 1921
- Fraye ferzn. Lyrik. 1926
- Kredos. Lyrik. New York : Idish lebn, 1929
- Ven Yash iz geforn. New York : Ed. Inzikh, 1938
- Ven Yash iz gekumen. New York, M.S. Sklarski, 1940
  - The Glatstein Chronicles. Übersetzung ins Englische. Herausgegeben von Ruth Wisse. 2011
- Emil un Karl. 1940, Square Fish
  - Emil und Karl. Erzählung. Übers. aus dem Jidd. von Niki Graca und Esther Alexander-Ihme, Nachw.  von Evita Wiecki. Berlin : AB - Die Andere Bibliothek 2014, ISBN 978-3-8477-3006-4.
- Gedenklieder  1943
- Shtralendike yidn. Lyrik. New York : Matones, 1946
- Dem tatns shotn. Lyrik. New York : Matones, 1953
- Fun mayn gantser mi. Gedichtsammlung. New York : Congrès juif mondial, 1956
- In tokh genumen : Eseyen 1948-1956. New York : Idish natsionaln arbeter farband, 1956 [zweiter von drei Bänden]
- Di freyd fun yidishn vort. Lyrik. 1961
- Mit mayne fartogbikher. Essays. 1963
- A Yid fun Lublin. Lyrik. 1966
- Oyf greyte temes. Essays. 1967
- In der velt mit yiddish. Essays. New York : Congress for Jewish Culture, 1972
- I keep recalling : the Holocaust poems of Jacob Glatstein. Aus dem Jiddischen ins Englische von Barnett Zumoff. Einführung Emanuel S. Goldsmith. Ill. von Yonia Fain. Hoboken, NJ : Ktav Publ. House 1992 (en)